# Директива 89/686/ЕЭС
Директива 89/686/EЭC, официальное название Директива Совета Европейского союза 89/686/ЕЭС от 21 декабря 1989 года «о сближении законодательства государств-членов ЕС в отношении персонального защитного оборудования» (англ. Council Directive 89/686/EEC of 21 December 1989 on the approximation of the laws of the Member States relating to personal protective equipment) — нормативный акт Европейского союза, которым в союзе регулируется порядок контроля качества и сертификации средства индивидуальной защиты (далее СИЗ), средства или продукцию, которые обеспечивают здоровье и безопасность потребителей. Документ был принят 21 декабря 1989 года в Брюсселе Европарламентом и Советом Европейского союза и вступил в силу 19 января 1990 года. Отменена во время вступления в силу директивы 2016/425/EC в связи с выявлением недочетов и несоответствия в охвате продуктов и процедур оценки соответствия.

## История создания
Контроль качества и сертификация средств были урегулировано в 1989 году, когда была принята Директива 89/686/EЭC. В этом нормативном акте европейский законодатель закрепил само понятие средства индивидуальной защиты (продукцию, используемую для защиты дома, на работе и на отдыхе), а также требование сертификации и маркировки знаком СЕ такой продукции, что поступающие на рынок Европейской экономической зоны.
В дальнейшем Директива претерпела ряд изменений, которые отобразились принятием таких поправок, как: 93/68/ЕЭС, 93/95/ЕЭС, 96/58/ЕС.
В ответ на тенденцию к изменению способов и материалов в производстве средства индивидуальной защиты, средства или продукцию, которые обеспечивают здоровье и безопасность потребителей европейский законодатель согласовал новую Диреткиву о СИЗ. Проект текста новой Директивы 2016/425/ЕС был одобрен и официально опубликован в Официальном журнале Европейского Союза 31 марта 2016 года. Нормы Директивы вступили в силу 21 апреля 2018 года за исключением отдельных статей: (22-36) вступили в силу в октябре 2016, 45(1) в силе с марта 2018, директива 89/686/EЭC утратила силу в момент вступления в силу новой директивы — 21 апреля 2018 года. По истечении этого двухлетнего периода уже начиная с мая 2018 года все средства индивидуальной защиты необходимо сертифицировать в соответствии с новыми правилами.
В отличие от Директивы 89/686/EЭC новые правила не будут имплементированы в национальные законодательства. После утверждения Комиссией ЕС они непосредственно переходят в действующее законодательство государств-членов ЕС.

## Характеристика документа

### Структура
- Преамбула (Whereas);
- Глава I. Сфера применения, представление на рынке и свободный оборот (Chapter I Scope, placing on the market and free movement, состоит из ст. 1-7);
- Глава II. Процедуры сертификации (Chapter II Certification procedures, состоит из ст. 8-12)
- Глава III. Маркировка СЕ (Chapter III EC mark, состоит из ст. 13)
- Глава IV. Заключительные положения (Chapter IV Final provisions, состоит из ст. 14-17)
- Приложение I. Исчерпывающий перечень классов PPE, не подпадающих под действие данной Директивы (Annex I Exhaustive list of ppe classes not covered by this directive)
- Приложение II. Основные требования по обеспечению здоровья и безопасности (Annex II Basic health and safety requirements)
- Приложение III. Техническая документация, представляемая производителем (Annex III Technical documentation supplied by the manufacturer)
- Приложение IV. Маркировка СЕ соответствия и информационные данные (Annex IV EC mark of conformity)
- Приложение V. Условия, которым должны удовлетворять нотифицированные органы (предусмотренные в параграфе 2 Статьи 9) (Annex V Conditions to be fulfilled by the bodies of which notification has been given)
- Приложение VI. Образец декларации ЕС о соответствии (Annex VI Model EC declaration of conformity)[7]

### Задачи
Среди главных задач Директивы 89/686/EЭC была систематизация и усовершенствование норм и стандартов, которые регулировали порядок контроля качества и сертификации средства индивидуальной защиты при реализации на рынке государств-членов ЕС. Положения Директивы были направлены на повышение качества средства или продукцию, которые обеспечивают здоровье и безопасность потребителей.